# Hönstorps hässle naturreservat
Hönstorps hässle naturreservat är ett naturreservat i Mörbylånga kommun  i Kalmar län.
Området är naturskyddat sedan 2025 och är 61 hektar stort. Reservatet ligger öster om Färjestaden  och består av gammal betesmark med insprängda torra kalkgräsmarker, kalkfuktängar, rikkärr, källkärr och vätar.